# Skin (album de Flume)
Pour les articles homonymes, voir Skin.
Albums de Flume
Lockjaw
(2013) Skin Companion EP 1 (en)
(2016)
Singles
1. Never Be like You (en)
Sortie : 16 janvier 2016
2. Smoke & Retribution (en)
Sortie : 29 janvier 2016
3. Say It (en)
Sortie : 22 avril 2016

Skin est le deuxième album studio de l'artiste australien Flume. Il est sorti le 27 mai 2016.

## Liste des pistes
| Skin  | Skin                                                        | Skin                                                                               | Skin  | Skin | Skin | Skin | Skin | Skin | Skin |
| No    | Titre                                                       | Auteur                                                                             | Durée |      |      |      |      |      |      |
| ----- | ----------------------------------------------------------- | ---------------------------------------------------------------------------------- | ----- | ---- | ---- | ---- | ---- | ---- | ---- |
| 1.    | Helix                                                       | Harley Streten                                                                     | 3:30  |      |      |      |      |      |      |
| 2.    | Never Be like You (en) (featuring Kai (en))                 | - Harley Streten - Alessia De Gasperis-Brigante (en) - Geoffrey Earley             | 3:54  |      |      |      |      |      |      |
| 3.    | Lose It (featuring Vic Mensa)                               | - Harley Streten - Victor Mensa                                                    | 3:45  |      |      |      |      |      |      |
| 4.    | Numb & Getting Colder (featuring Kučka)                     | - Harley Streten - Laura Jane Lowther - Geoffrey Earley                            | 5:08  |      |      |      |      |      |      |
| 5.    | Say It (en) (featuring Tove Lo)                             | - Harley Streten - Ebba Nilsson - Daniel Johns                                     | 4:23  |      |      |      |      |      |      |
| 6.    | Wall Fuck                                                   | Harley Streten                                                                     | 3:09  |      |      |      |      |      |      |
| 7.    | Pika                                                        | - Harley Streten - Will Johnson                                                    | 1:55  |      |      |      |      |      |      |
| 8.    | Smoke & Retribution (en) (featuring Vince Staples et Kučka) | - Harley Streten - Vince Staples - Laura Jane Lowther                              | 4:01  |      |      |      |      |      |      |
| 9.    | 3                                                           | Harley Streten                                                                     | 3:04  |      |      |      |      |      |      |
| 10.   | When Everything Was New                                     | Harley Streten                                                                     | 2:27  |      |      |      |      |      |      |
| 11.   | You Know (featuring Allan Kingdom (en) et Raekwon)          | - Harley Streten - Allan Kyariga (en) - Corey Woods                                | 3:22  |      |      |      |      |      |      |
| 12.   | Take a Chance (featuring Little Dragon)                     | - Harley Streten - Yukimi Nagano - Erik Bodin - Fredrik Wallin - Håkan Wirenstrand | 5:28  |      |      |      |      |      |      |
| 13.   | Innocence (featuring AlunaGeorge)                           | - Harley Streten - Aluna Francis                                                   | 6:18  |      |      |      |      |      |      |
| 14.   | Like Water (featuring MNDR)                                 | - Harley Streten - Amanda Warner - Peter Wade Keusch (en)                          | 3:13  |      |      |      |      |      |      |
| 15.   | Free                                                        | Harley Streten                                                                     | 2:56  |      |      |      |      |      |      |
| 16.   | Tiny Cities (featuring Beck)                                | - Harley Streten - Beck Hansen                                                     | 3:56  |      |      |      |      |      |      |
| 60:34 |                                                             |                                                                                    |       |      |      |      |      |      |      |

## Classements et certifications
| Classement (2016)                        | Meilleure position |
| ---------------------------------------- | ------------------ |
| Allemagne (Media Control AG)             | 43                 |
| Australie (ARIA)                         | 1                  |
| Autriche (Ö3 Austria Top 40)             | 25                 |
| Belgique (Flandre Ultratop)              | 3                  |
| Belgique (Wallonie Ultratop)             | 13                 |
| Canada (Canadian Albums)                 | 8                  |
| Écosse (OCC)                             | 58                 |
| États-Unis (Billboard 200)               | 8                  |
| États-Unis (Top Dance/Electronic Albums) | 1                  |
| États-Unis (Independent Albums)          | 2                  |
| États-Unis (Tastemakers)                 | 4                  |
| États-Unis (Vinyl Albums)                | 2                  |
| France (SNEP)                            | 48                 |
| Irlande (IRMA)                           | 28                 |
| Norvège (VG-lista)                       | 26                 |
| Nouvelle-Zélande (RIANZ)                 | 1                  |
| Pays-Bas (Mega Album Top 100)            | 17                 |
| Royaume-Uni (UK Albums Chart)            | 25                 |
| Suisse (Schweizer Hitparade)             | 20                 |

| Classement (2016)                         | Position |
| ----------------------------------------- | -------- |
| Australie (ARIA)                          | 16       |
| Australie (ARIA Dance)                    | 1        |
| Belgique (Flandre Ultratop)               | 111      |
| Belgique (Wallonie Ultratop)              | 189      |
| États-Unis (Billboard 200)                | 118      |
| États-Unis (Dance/Electronic Albums (en)) | 4        |
| Nouvelle-Zélande (RMNZ)                   | 49       |
| Classement (2017)                         | Position |
| Australie (ARIA)                          | 89       |
| Australie (ARIA Dance)                    | 7        |
| États-Unis (Dance/Electronic Albums)      | 6        |
| Classement (2018)                         | Position |
| Australie (ARIA Dance)                    | 34       |
| États-Unis (Dance/Electronic Albums)      | 21       |
| Classement (2019)                         | Position |
| Australie (ARIA Dance)                    | 25       |

| Classement (2010-2019)               | Position |
| ------------------------------------ | -------- |
| États-Unis (Dance/Electronic Albums) | 26       |

### Certifications
| Région | Certification | Ventes/Streams |
| --- | ------------- | -------------- |
| Australie (ARIA) | Platine       | 70 000‡        |
| États-Unis (RIAA) | Or            | 500 000‡       |
| *Ventes selon la certification ^Mise en rayon selon la certification xNon précisé par la certification ‡ventes/streaming selon la certification |               |                |